# Рікардо Рохас
Рікардо Рохас Фріас (ісп. Ricardo Rojas Frías; 15 червня 1955) — кубинський боксер, призер літніх Олімпійських ігор 1980 року.

## Життєпис
На літніх Олімпійських іграх 1980 року в Москві (СРСР) у змаганнях з боксу у напівважкій вазі переміг Ісмаїла Салмана (Ірак) і Міхаеля Мадсена (Данія). У півфіналі поступився Павелу Скшечу (Польща), задовільнившись бронзовою медаллю.